# Cerro Jankho Apacheta
Cerro Jankho Apacheta är ett berg i Bolivia.   Det ligger i departementet La Paz, i den centrala delen av landet, 400 km nordväst om huvudstaden Sucre. Toppen på Cerro Jankho Apacheta är 4 532 meter över havet, eller 73 meter över den omgivande terrängen. Bredden vid basen är 2,5 km.
Terrängen runt Cerro Jankho Apacheta är huvudsakligen kuperad. Runt Cerro Jankho Apacheta är det mycket glesbefolkat, med 6 invånare per kvadratkilometer.. 
Trakten runt Cerro Jankho Apacheta består i huvudsak av gräsmarker.